# Once (Nightwish album)
A Once a Nightwish ötödik albuma, 2004 júniusában jelent meg a Nuclear Blast Records kiadó gondozásában. 2004 novemberében a Spinefarm Records az album egy másik kiadását jelentette meg, ami az eredeti kiadáshoz képest két új dalt tartalmazott Live to Tell the Tale, illetve White Night Fantasy címmel, valamint egy videót a Nemo című számhoz. Az észak-amerikai kiadásra viszont a Wish I Had an Angel videója került.
Megjelenésének első hetében az album a német, a finn, a norvég és a görög listákon is listavezető lett, egyedül Németországban több mint 80 000 példányt adtak el belőle.
A lemezt 2017-ben a Rolling Stone magazin a Minden idők 100 legjobb metalalbuma listáján a 89. helyre rangsorolta.

## Számok listája
1. „Dark Chest of Wonders” (4:29)
2. „Wish I Had an Angel” (4:06)
3. „Nemo” (4:36)
4. „Planet Hell” (4:39)
5. „Creek Mary's Blood” (8:30)
6. „The Siren” (4:45)
7. „Dead Gardens” (4:28)
8. „Romanticide” (4:58)
9. „Ghost Love Score” (10:02)
10. „Kuolema Tekee Taiteilijan” (3:59)
11. „Higher Than Hope” (5:35)
12. „White Night Fantasy” (4:05) (bónusz az észak-amerikai/finn platina kiadáson)
13. „Live to Tell the Tale” (5:02) (bónusz az észak-amerikai/finn platina kiadáson)

## Közreműködők
- Tarja Turunen – ének
- Erno "Emppu" Vuorinen – gitár
- Tuomas Holopainen – billentyűk
- Marco Hietala – basszusgitár/ének
- Jukka Nevalainen – dob